# Коммунстрой
Коммунстрой — посёлок в Малокарачаевском районе Карачаево-Черкесской Республики. 
Входит в состав муниципального образования «Краснокурганское сельское поселение».

## География
Посёлок расположен над ущельем реки Аликоновка, в 1,5 км от водопадной группы Медовые водопады. Находится в 5 км к югу от центра сельского поселения — Красный Курган и в 15 км к юго-востоку от районного центра — Учкекен.
В посёлке всего одна улица — Центральная.

## Население
| 2002 | 2010 | 2021 |
| ---- | ---- | ---- |
| 89   | ↗134 | ↘74  |